# Riccia lindmanii
Riccia lindmanii là một loài rêu trong họ Ricciaceae. Loài này được Stephani mô tả khoa học đầu tiên năm 1897.